# Sport Club Brasiliense
Sport Club Brasiliense foi uma agremiação esportiva do Rio de Janeiro.

## História
Fundado em 1913, o clube tinha como sede em Copacabana.